# Articuli Podmanickyani
Articuli Podmanickyani je dokument vydaný 2. ledna 1506 Jánem Podmanickým v Považské Bystrici. Jde o regionální dokument přesně upravující vztah zeměpána s jeho poddanými. Nepřímo nám také ukazuje, prostřednictvím svých bodů, život lidí v době přijetí dokumentu, ale i dávno před ním. Další významným rysem dokumentu je, že jeho autor, pán panství Ján Podmanický ho krátce po vydání přeložil do slovenštiny. Latinská i slovenská verze se dochovaly až dodnes.